# Kungariket Polen (1916–1918)
Kungariket Polen under första världskriget en planerad stat från Tysklands och Österrike-Ungerns initiativ, efter att de erövrat Kongresspolen. Staten skapades inte, men i tyska kretsar debatterades dess eventuella öde. Både Tyskland och Österrike-Ungern vägrade godkänna polska diplomater och polsk statsförvaltning under förhandlingarna inför freden i Brest-Litovsk. Området, som räknades som vasallstat, blev del av Andra polska republiken efter kriget.

### Fotnoter
1. ↑  The Regency Kingdom has been referred to as a puppet state by Norman Davies, Europe: A history, Google Print, p.910; Jerzy Lukowski, Hubert Zawadzki, A Concise History of Poland, Google Print, p.218; Piotr J. Wroblel, Chronology of Polish History, in Nation and History, Google Print, p. 454, Raymond Leslie Buell; Poland: Key to Europe, Google Print, p.68 ("The Polish Kingdom... was merely a pawn [of Germany].")